# The Emperor's New Groove
The Emperor's New Groove (Nederlandse titel: Keizer Kuzco) is een Amerikaanse animatiefilm uit 2000. De film werd geproduceerd door Walt Disney Feature Animation en gedistribueerd door Walt Disney Pictures via Buena Vista Distribution op 15 december 2000. Het is de 40ste lange Disney-animatiefilm. 
De film werd genomineerd voor een Academy Award voor best oorspronkelijk lied.
De film is duidelijk anders dan de meeste andere Disneyfilms vanwege de soort humor, die meer weg heeft van bijvoorbeeld de Looney Tunes dan van andere Disneyfilms.
Keizer Kuzco kostte ongeveer 100 miljoen dollar (exclusief reclamecampagnes en meer) en is daarmee een van de duurste Disney-animatiefilms ooit gemaakt. De film bracht wereldwijd bijna 170 miljoen dollar op, en was daarmee niet erg succesvol.

## Verhaal
Kuzco is de jonge, uitermate egoïstische keizer van een niet nader genoemd land (dat echter wel sterk gebaseerd lijkt te zijn op de Inca-beschaving). Hij laat op een dag de boer Pacha bij hem komen om hem mede te delen dat zijn dorp binnenkort gesloopt gaat worden om plaats te maken voor een nieuw zomerpaleis, Kuzcotopia. Pacha wordt uit het paleis gegooid voordat hij kan protesteren.
Ondertussen probeert Yzma, de oude raadsdame van Kuzco, achter zijn rug om de macht te grijpen. Wanneer Kuzco haar ontslaat omdat ze te vaak zijn taken overneemt, maakt ze plannen om hem uit de weg te ruimen door hem te vergiftigen. Haar hulpje Kronk verwisselt echter per ongeluk het gif met een toverdrankje dat Kuzco in een lama verandert. Yzma beveelt Kronk om Kuzco in een zak de stad uit te voeren en hem om te brengen. Kronk kan dit niet aan en verliest de zak met Kuzco erin. De zak belandt door toeval op de wagen van Pacha.
Wanneer Kuzco in Pacha’s dorp ontwaakt en ontdekt wat er met hem is gebeurd, eist hij dat Pacha hem naar het paleis terugbrengt. Pacha stelt als voorwaarde dat Kuzco zijn bouwplannen voor Kuzcotopia opgeeft. Kuzco is dit niet van plan en probeert zelf de weg terug te vinden. Hij wordt al snel aangevallen door een groep jaguars, maar wordt gered door Pacha. Kuzco doet nadien alsof hij alsnog instemt met Pacha’s voorstel, zodat die hem terug naar het paleis zal brengen. De twee zijn echter daadwerkelijk genoodzaakt tot samenwerken wanneer ze tegenover meerdere gevaren komen te staan.
Ondertussen neemt Yzma de macht in het paleis over, tot ze ontdekt dat Kuzco nog in leven is. Zij en Kronk trekken de jungle in om hem te zoeken. Beiden arriveren tegelijk met Pacha en Kuzco bij een restaurant, alwaar Kuzco Yzma hoort opbiechten dat ze hem wil doden. Hij beseft meer dan ooit dat Pacha zijn enige hoop is om weer terug bij het paleis te komen.
Na een wilde achtervolging door Kronk en Yzma bereiken Pacha en Kuzco het paleis. Ze dringen binnen in het laboratorium van Yzma om het tegengif voor Kuzco’s verandering te vinden. Yzma blijkt hen voor te zijn en roept de paleiswachters erbij. Terwijl ze voor de wachters wegvluchten, probeert Kuzco verschillende drankjes uit, waardoor hij in meerdere dieren verandert. De twee kunnen aan de wachters ontkomen, waarna Yzma hen zelf uit de weg probeert te ruimen. Hierbij breekt ze een van de flesjes met toverdank en verandert in een poesje waarbij ze haar valse karakter behoudt. Kuzco krijgt na een kort gevecht met Yzma als poes uiteindelijk het goede drankje te pakken en wordt weer mens.
Kuzco heeft door dit alles zijn lesje geleerd en schrapt de bouwplannen voor Kuzcotopia. Kronk krijgt vergeving voor zijn daden en wordt nadien leider van een scoutinggroep, met Yzma (nog steeds als poes) als onvrijwillig lid.

## Rolverdeling

### Engelse stemmen
| Acteur            | Personage               |
| ----------------- | ----------------------- |
| David Spade       | Keizer Kuzco            |
| John Goodman      | Pacha                   |
| Eartha Kitt       | Yzma                    |
| Patrick Warburton | Kronk                   |
| Wendie Malick     | Chicha                  |
| Tom Jones         | Zanger (Theme Song Guy) |
| John Fiedler      | Rudy                    |
| J.J. Martin       | Trampolinespringer      |

### Nederlandse stemmen
| Acteur              | Personage    |
| ------------------- | ------------ |
| Roeland Fernhout    | Keizer Kuzco |
| Jack Wouterse       | Pasha        |
| Simone Kleinsma     | Yzma         |
| Erik van Muiswinkel | Kronk        |
| Annet Malherbe      | ChiCha       |
| Kirsten Fennis      | Chaca        |
| Merel Burmeister    | Tipo         |
| Arnold Gelderman    | Regie        |
| Jeremy Baker        | Vertaling    |

### Vlaamse stemmen
| Acteur             | Personage    |
| ------------------ | ------------ |
| Dimitri Leue       | Keizer Kuzco |
| Marc Coessens      | Pasha        |
| Katrien Devos      | Yzma         |
| Frederik Imbo      | Kronk        |
| Geena Lisa         | ChiCha       |
| Melanie van Dooren | Chaca        |
| Marie Pien         | Tipo         |

Regie:Julien Vrebos
Vertaling:Peter Van Gucht en Ronny Schuermans

## Achtergrond

### Productie
In een vroeg productiestadium droeg de film de titel Kingdom of the Sun. Deze film had een verhaal grotendeels gelijk aan de Prins en de Bedelaar, waarin de keizer van plaats ruilt met een boer die sprekend op hem lijkt. Samen zouden ze uiteindelijk de heks Yzma moeten verhinderen de zon te stelen. Dit scenario werd uiteindelijk verworpen omdat de producers een origineler verhaal wilden.
De pogingen om een origineel verhaal te vinden maakten dat de productie van de film vertraging opliep. De film stond aanvankelijk gepland voor 2000, maar in 1998 werd duidelijk dat deze datum niet gehaald zou worden. Michael Eisner liet de productie uiteindelijk stilleggen zodat de tekenaars eerst konden werken aan Fantasia 2000. Daarna eiste hij dat er snel een goed scenario zou komen, anders zou de film in zijn geheel worden afgeblazen. Het scenario werd uiteindelijk geheel omgegooid om toch nog tot een film te komen.
Het nieuwe verhaal maakte dat enkele van de muzikale nummers geschreven door Sting moesten worden verworpen omdat de scènes waarvoor ze waren geschreven niet meer bestonden in het nieuwe scenario. Sting zelf was hierover totaal niet te spreken en weigerde nog verder mee te werken aan de film. Mogelijk is dit de reden dat de film de eerste Disneyfilm sinds de Reddertjes in Kangoeroeland is die geheel vrij is van enig gezongen nummer.
Voor de omgeving waarin het verhaal zou gaan spelen, lieten de tekenaars zich inspireren door de Incacultuur. Behalve de kleding en architectuur, is ook Kuzco’s naam een verwijzing naar deze cultuur. Deze is namelijk afgeleid van Cuzco.
De uiteindelijke film moet het vooral hebben van humor, met name zelfspot. Standaard plots en clichés zijn in grote mate terug te vinden in de film, en worden ook vaak geparodieerd.

### Ontvangst
De film ontving over het algemeen positieve reacties. Zo scoort de film een 85% score op Rotten Tomatoes.
De film bracht genoeg geld op om het productiebudget terug te verdienen, maar de totale opbrengst viel tegen in vergelijking met eerdere Disneyfilms.

### Spin-offs en vervolgen
In december 2005 kreeg de film een vervolg getiteld Keizer Kuzco 2: King Kronk. Het ging deze keer om een zogenaamde "direct-to-video"-film, die niet eerst in de bioscopen verscheen maar meteen op dvd werd uitgebracht.
In januari 2006 kwam er in de Verenigde Staten een televisieserie gebaseerd op de film op de buis, genaamd The Emperor's New School. In België was deze serie te zien op Ketnet.

### Trivia
- Dit is de eerste Disneyfilm waarin een (weliswaar getekende) zwangere vrouw te zien is.

## Prijzen en nominaties
Keizer Kuzco won in 2001 7 prijzen:
- Annie Awards voor:
  - Outstanding Individual Achievement for Character Animation (Dale Baer)
  - Outstanding Individual Achievement for Voice Acting by a Female Performer in an Animated Feature Production (Eartha Kitt)
  - Outstanding Individual Achievement for a Song in an Animated Production (David Hartley, Sting)
- De Bogey Award
- De Critics Choice Award voor beste lied
- De Artios Award voor Best Casting for Animated Voiceover - Feature Film (Ruth Lambert)
- De PFCS Award voor beste originele lied

Verder werd de film dat jaar nog genomineerd voor 24 andere prijzen, waaronder een Academy Award voor beste muziek, een Golden Globe en twee Golden Reel Awards.